# Zehn besondere Bücher zum Andersentag
Zehn besondere Bücher zum Andersentag sind zehn Bücher aus österreichischen Kinder- und Jugendbuch-Verlagen, die vom „Fachausschuss Andersentag“ besonders hervorgehoben und empfohlen werden. Die Auszeichnung, unter den „Zehn besonderen Büchern“ zu sein, wird von den Verlagen als Literaturpreis gewertet.
Der Andersentag (am 2. April, dem Geburtstag von Hans Christian Andersen) ist eine Aktion zur Leseförderung des Hauptverbands des Österreichischen Buchhandels und des Bundesministerium für Unterricht, Kunst und Kultur.

## Die besonderen Bücher
2004
- Verschwörung gegen den Pharao, Gabriele Rittig
- 100 Kinderfragen zur Natur, Reinhold Gayl
- Erik und Roderik, Walter Wippersberg
- Frau Ava, Lene Mayer-Skumanz
- Sissy – einfach höllisch, Usch Luhn
- Das Fabelbuch von Aesop bis heute, Silke Leffler
- Die Busfahrerin, Vincent Cuvellier
- Die Nase, Franzobel
- Ich bin Jude, Moslem, Christ..., Martin Jäggle
- Lauras Plan, Elisabeth Reichart

2005
- Das Andersen Märchenbuch, Friederun Reichenstetter (Bearb.) / Silke Leffler
- O Gruselgraus!, Cornelia Buchinger (Hrsg.)
- Schmetterling Fetterling, Franzobel / Sibylle Vogel
- Fremdwörter für Kinder, Engelbert Gressl / Elena Obermüller
- 1227 Verschollen im Mittelalter, Pete Smith
- Ein Märchen ist ein Märchen ist ein Märchen, Marjaleena Lemcke / Sybille Hein
- Die Insel im Baum, Sigrid Laube / Maria Blazejovsky
- Die Nibelungen, Auguste Lechner
- Du bist anders, Andreas Hutter / Norbert Metz
- Der Kater mit den goldenen Pfoten, Käthe Recheis / Franz Hoffmann

2006
- Leonce und Lena. Eine wundersame Geschichte von Beate Kirchhof, illustriert von Katja Bandlow
- Schuh-Schuh und Gänseblümchen von Doris Mayer, illustriert von Karsten Teich
- Sagen aus Europa von Friedl Hofbauer und Anna Melach, illustriert von Winfried Opgenoorth
- Österreich Atlas für Kinder von Susa Hämmerle, illustriert von Helmut Kollars
- Lillis Elefantenglück von Renate Welsh, illustriert von Franz Hoffmann
- Basti bleibt am Ball von Saskia Hula, illustriert von Tizia Hula
- Adrian und Lavendel von Albert Wendt, illustriert von Maria Blazejovsky
- Als Papa noch Pirat war und andere Flunkergeschichten von Franz Sales Sklenitzka, illustriert von Manfred Bofinger und Franz Sales Sklenitzka
- Heute will ich langsam sein von Heinz Janisch, illustriert von Linda Wolfsgruber
- Immer Ferien-Sonne, Südsee, Strandpiraten von Engelbert Gressl, illustriert von Carola Holland und Gerhard Lechner
- Die allerbeste Prinzessin von Ursula Poznanski, illustriert von Sybille Hein
- Das Rätsel des Knochenjägers von Walter Thorwartl, illustriert von Heinz Wolf

2007
- Meine schönsten Geschichten von Gott von Saskia Hula, illustriert von Tizia Hula
- Eddy – Der Himmel in dir von Doris Meißner-Johannknecht
- Ayda, Bär und Hase von Navid Kermani
- Wien, deine Geschichte das waswannwowiewienbuch, von Elisabeth Hewson
- Die Tschittiwiggl und der große Mock von Käthe Recheis
- Insu-Pu von Mira Lobe
- Gummibärchen und Pommes frites von Eveline Stein-Fischer
- Das Schnarchen der Ungeheuer von Patrick Addai

2008
- Drachen. Was du schon immer wissen wolltest von Hermann Stange, Illustrationen von Katharina Grossmann-Hensel
- Roberto Spazzo: einfach fabelhaft! von Folke Tegetthoff, Illustrationen von Winfried Opgenoorth und Christoph Rodler
- Die Zauberstimme von Andrea Karimé, Illustrationen von Annette von Bodecker-Büttner
- Una und die Elfe von Chantal Schreiber, Illustrationen von Susanne Wechdorn
- Ein Hotel zum Gruseln von Annette Herzog, Illustrationen von Jutta Garbert
- Das Geheimnis der Nachtwache von Dick Walda, Übersetzung aus dem Niederländischen von Andrea Marenzeller
- Engelraub von Walter Thorwartl, mit Vignetten von Eva Schöffmann-Davidov
- Worte sind schön, aber Hühner legen Eier: Sprichwörter, Geschichten und Mythen aus Ghana von Patrick Addai, Illustrationen von Robert Hübner

2009
- Torrabaans Auge von Britta Hellmann, Illustrationen: Eva Schöffmann-Davidov
- Auf Samtpfoten. Katzengedichte und Katzengeschichten von Heinz Janisch (Hrsg.), Illustrationen: Marion Goedelt
- Der Löwe auf dem roten Sofa von Saskia Hula, Illustrationen: Tizia Hula
- Die verbotenen Fenster. Reihe: Die Knallfrösche. In unserer Schule ist was los von Robert Bayer, Illustrationen: Andrea Dölling
- Geheimnisvolle Nachrichten von Aygen S. Çelik, Illustrationen: Birgit Antoni
- Frieda und ihre Brüder von Beate Kirchhof, Illustrationen: Katja Bandlow
- Betti Kettenhemd von Albert Wendt, Illustrationen: Christian Hochmeister
- Kofi – Das afrikanische Kind von Patrick Addai, Illustrationen: Kabu Kabute

2010
- Die Affendiebe aus Timbuktu von Patrick Addai
- Zeus, Herkules und Co von Hermann Stange
- Märchen aus Österreich von Christa Schmollgruber
- Züli, das Schulgespenst von Usch Luhn
- Mein Freund Brummo von Friedl Hofbauer
- Kiki löst den Fall – Die Jagd nach dem Klosterelixier von Brigitte Krautgartner
- Motte Maroni – Angriff der Schrebergartenzombies von Christoph Mauz
- Ferien am Ende der Welt von Brigitte Jünger

2011
- Die grüne Nudelsuppe spielt Geige von Hubert Schirneck
- Lumpenloretta von Christine Nöstlinger
- Soll ich einen Elefanten heiraten, fragte der Frosch von Patrick Addai
- Stille Post von Morten Dürr
- Wir entdecken Italien von Max Kruse
- Mahlzeit, Monster von Saskia Hula
- Detektivbüro Lasse Maja – Das Mumiengeheimnis von Martin Widmark
- ABC für Drachenfreunde von Franz Sales Sklenitzka

2012
- Die Froschkönigin von Heinz Janisch/Barbara Korthues
- Russische Märchen von German Ogorodnikow/Jelena Ogorodnikow
- Mein erstes großes Märchenbuch von Richard Bamberger/Emanuela Delignon
- Tee mit Onkel Mustafa von Andrea Karimé/Annette von Bodecker-Büttner
- Attila, König der Angeber von Saskia Hula/Carola Holland
- Käfersommer von Brigitte Jünger
- Der Schatz im Ötscher von Franz Sales Sklenitzka
- Ines öffnet die Tür von Markolf Hoffmann

2013
- Nikolaus in geheimer Mission von Ursula Stich. Illustrationen: Renate Habinger
- Bravo, Kiki Känguru! von Christine Rettl. Illustrationen: Winfried Opgenoorth
- Ein Adler bleibt immer ein Adler von Patrick K. Addai. Illustrationen: Jokin Michelena
- Oma, Huhn und Kümmelfritz von Michael Roher
- Janni und Win und das Verschwinden der Höckerbande von Andrea Karimé. Illustrationen: Annette von Bodecker-Büttner
- SMS des Schreckens von Lisa Gallauner. Illustrationen: Katharina Reichert
- O-Män: fast fantastisch von Christoph Mauz